# Dubawnt (rzeka)
Dubawnt – rzeka w Kanadzie. Ma 842 km długości. Wypływa z kompleksu jezior na Terytoriach Północno-Zachodnich, 120 km na północny wschód od jeziora Athabaska. Płynie w kierunku północno-wschodnim, przepływając przez jeziora Wholdaia, Boyd, Barlow, Nicholson, Dubawnt, Wharton i Marjorie, po czym gwałtownie skręca na północny zachód, gdzie uchodzi do rzeki Thelon w pobliżu jezior Beverly i Aberdeen. Rzeka została odkryta w 1770 roku przez Samuela Hearne'a, a następnie zbadana przez Josepha Tyrrella w 1893 roku. Nazwa rzeki pochodzi od słowa "tobotua" z języka Indian Chipewyan, które oznacza "wodny brzeg", prawdopodobnie odnosząc się do wody między brzegiem rzeki a lodem późną wiosną. Rzeka charakteryzuje się wiosennym przyborem wód oraz niskim stanem wody pod koniec lata.